# آویشن معمولی
آویشن معمولی (نام علمی: Thymus vulgaris) گیاهی از سرده آویشنیان است.